# Tom Hiddleston

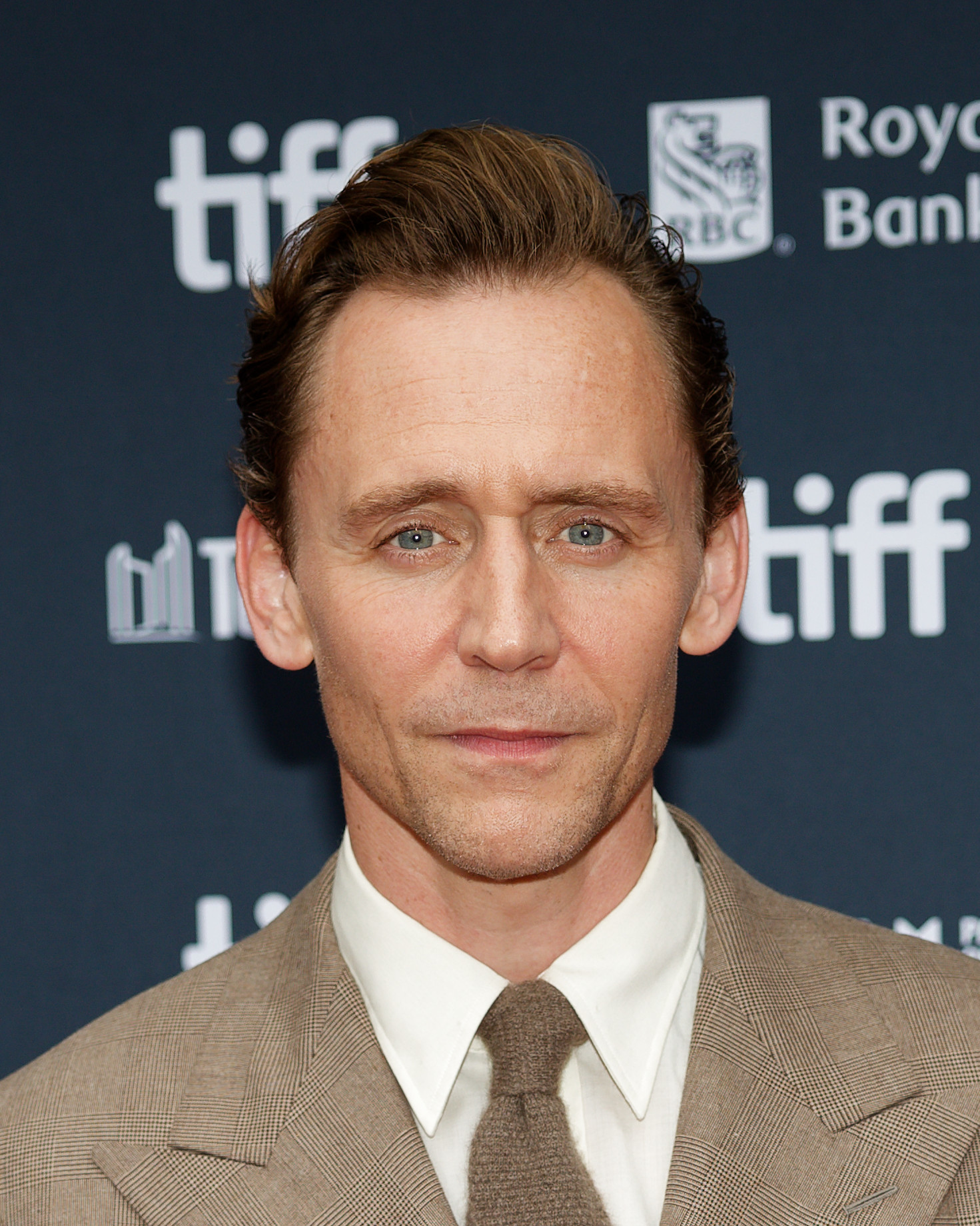
Tom Hiddleston (2024)

Thomas „Tom“ William Hiddleston (* 9. Februar 1981 in Westminster, London) ist ein britischer Schauspieler. International bekannt wurde er durch seine Rolle als Loki in den Filmen und Serien des Marvel Cinematic Universe.

## Leben und Karriere
Sein Vater James Norman Hiddleston ist Geschäftsführer eines Pharmazieunternehmens, seine Mutter Diana Patricia Hiddleston war Inspizientin und Kunstverwalterin. Er wuchs als mittleres von drei Kindern in Wimbledon und in Oxford auf. Seine ältere Schwester Sarah ist Journalistin in Indien, während die jüngere Schwester Emma ebenfalls Schauspielerin ist.
Er besuchte zunächst die Dragon School in Oxford und danach das Eton College. Als er 13 Jahre alt war, ließen sich die Eltern scheiden. Nach seinem Schulabschluss in Eton nahm Hiddleston an der Universität Cambridge ein Studium der Klassischen Literatur am Pembroke College auf.
Ab 2001 übernahm er kleinere Rollen in Fernsehfilmen. Nach Abschluss seiner Ausbildung an der Royal Academy of Dramatic Art in London im Jahr 2005 erhielt er eine erste größere Nebenrolle in Joanna Hoggs Film Unrelated, in dem auch seine Schwester Emma zu sehen ist.
Des Weiteren übernahm er Rollen in Theaterstücken, wie zum Beispiel die des Cassio im Shakespeare-Stück Othello im Londoner Donmar Warehouse an der Seite von Chiwetel Ejiofor und Ewan McGregor, für die er durchweg herausragende Kritiken erhielt.
Einem größeren Publikum wurde Hiddleston in der Rolle des nordischen Gottes Loki in der Comicverfilmung Thor (2011) an der Seite von Chris Hemsworth und Anthony Hopkins bekannt. Auch in der 2012 veröffentlichten Verfilmung des Superhelden-Comics Die Rächer unter dem Titel Marvel’s The Avengers und den 2013 bis 2019 erschienenen Filmen Thor – The Dark Kingdom, Thor: Tag der Entscheidung, Avengers: Infinity War und Avengers: Endgame stellte er Loki dar.
2011 war Hiddleston in Woody Allens Filmkomödie Midnight in Paris und Steven Spielbergs Kriegsfilm Gefährten zu sehen. 2012 übernahm er die Rollen des Prince Hal in den von BBC produzierten Fernsehadaptionen von Shakespeares Henry IV sowie die Titelrolle in Henry V. In der auf John le Carrés Spionageroman Der Nachtmanager basierenden Fernsehserie The Night Manager verkörperte er den Spion Jonathan Pine. Für diese Rolle erhielt er 2017 den Golden Globe Award. Am 9. Juni 2021 startete Disneys Streaming-Dienst Disney+ die Marvel-Serie Loki mit Tom Hiddleston in der Titelrolle.
2016 wurde Hiddleston in die Academy of Motion Picture Arts and Sciences eingeladen. Auf Deutsch wird er überwiegend von Peter Lontzek synchronisiert.
Ende 2019 lernte er die britische Schauspielerin Zawe Ashton kennen, mit der er gemeinsam für das Theaterstück Betrayal auf der Bühne stand. Im September 2021 machten sie ihre Beziehung öffentlich. Am 22. März 2022 gab er bekannt sich mit Zawe verlobt zu haben. Im Juni 2022 wurde bekannt, dass das Paar sein erstes gemeinsames Kind erwartet. Es kam im Oktober 2022 auf die Welt.

## Filmografie (Auswahl)

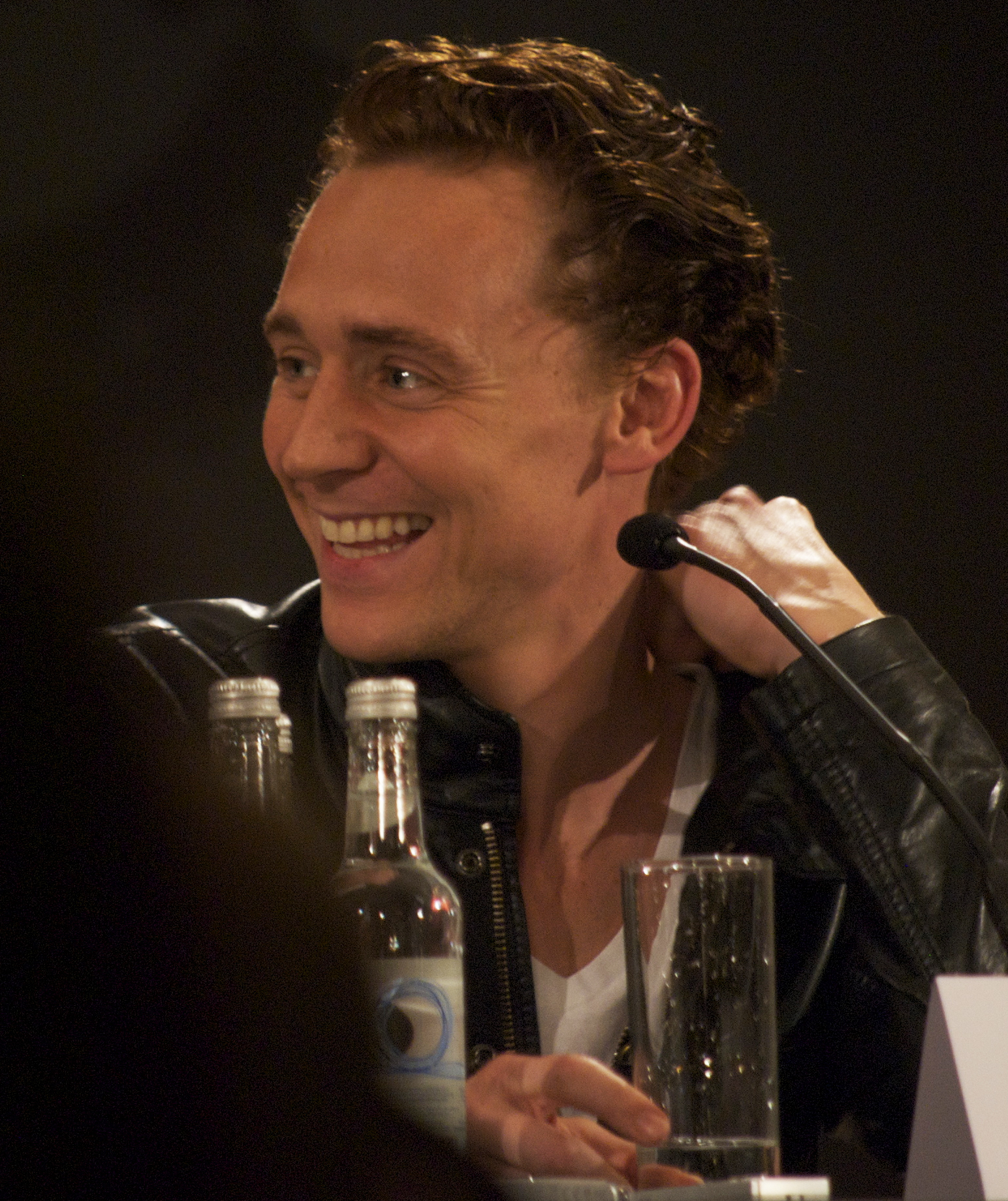
Hiddleston im April 2011 auf einer Pressekonferenz zu Thor

- 2001: The Life and Adventures of Nicholas Nickleby (Fernsehfilm)
- 2001: Die Wannseekonferenz (Conspiracy, Fernsehfilm)
- 2002: Churchill – The Gathering Storm (The Gathering Storm, Fernsehfilm)
- 2005: A Waste of Shame: The Mystery of Shakespeare and His Sonnets
- 2006–2007: Suburban Shootout – Die Waffen der Frauen (Suburban Shootout, Fernsehserie)
- 2007: Unrelated
- 2008: Miss Austen Regrets
- 2008–2010: Kommissar Wallander (Wallander, Fernsehserie, 6 Folgen)
  - 2008: Kommissar Wallander: Die falsche Fährte
  - 2008: Kommissar Wallander: Die Brandmauer
  - 2008: Kommissar Wallander: Mittsommermord
  - 2010: Kommissar Wallander: Mörder ohne Gesicht
  - 2010: Kommissar Wallander: Der Mann, der lächelte
  - 2010: Kommissar Wallander: Die fünfte Frau
- 2009: Cranford (Fernsehserie, 2 Folgen)
- 2010: Archipelago
- 2011: Thor
- 2011: Midnight in Paris
- 2011: Friend Request Pending (Kurzfilm)
- 2011: The Deep Blue Sea
- 2011: Gefährten (War Horse)
- 2012: Out of Darkness (Kurzfilm)
- 2012: Marvel’s The Avengers (The Avengers)
- 2012: Henry IV (Fernsehmehrteiler)
- 2012: Henry V (Fernsehfilm)
- 2013: Thor – The Dark Kingdom (Thor: The Dark World)
- 2013: Only Lovers Left Alive
- 2013: Exhibition
- 2014: Muppets Most Wanted
- 2014: Tinkerbell und die Piratenfee (Pirate Fairy, Stimme)
- 2015: I Saw the Light
- 2015: High-Rise
- 2015: Crimson Peak
- 2016: The Night Manager (Miniserie, 6 Folgen)
- 2017: Kong: Skull Island
- 2017: Thor: Tag der Entscheidung (Thor: Ragnarok)
- 2018: Early Man – Steinzeit bereit (Early Man, Stimme)
- 2018: Avengers: Infinity War
- 2018: Leading Lady Parts (Fernsehkurzfilm)
- 2019: Avengers: Endgame
- 2021, 2023: Loki (Fernsehserie)
- 2021, 2023–2024: What If…? (Fernsehserie, 5 Folgen, Stimme)
- 2022: Die Schlange von Essex (The Essex Serpent, Mini-Serie, 6 Folgen)
- 2023: Ant-Man and the Wasp: Quantumania
- 2024: The Life of Chuck

## Theater (Auswahl)
- 2005: Yorgjin Oxo: The Man[13] (Theatre503, London) – als Yorgjin Oxo
- 2006: The Changeling (Europatournee) – als Alsemero
- 2007: Cymbeline (Welttournee) – als Posthumus Leonatus & Cloten
- 2008: Othello (Donmar Warehouse, London) – als Cassio
- 2008: Ivanov (Donmar Warehouse, London) – als Lvov
- 2010: The Children’s Monologues (Old Vic Theatre, London) – als Prudence
- 2012: The Kingdom of Earth (Criterion Theater, London) – als Lot
- 2013: Coriolanus (Donmar Warehouse, London) – als Cajus Marcius Coriolanus
- 2017: Hamlet (RADA, London) – als Hamlet[14]
- 2019: Betrayal (Harold Pinter Theatre, London) – als Robert[15]
- 2025: Viel Lärm um Nichts (Theatre Royal Drury Lane, London)  – als Benedict.[16]

## Nominierungen & Auszeichnungen
| Jahr | Auszeichnung                                                                    | Werk                                                                  | Ergebnis  |
| ---- | ------------------------------------------------------------------------------- | --------------------------------------------------------------------- | --------- |
| 2022 | MTV Movie & TV Awards 2022 für das beste Team                                   | Loki (zusammen mit Sophia Di Martino und Owen Wilson)                 | Gewonnen  |
| 2018 | Teen Choice Award for Choice Movie Scene Stealer                                | Thor: Ragnarok                                                        | Nominiert |
| 2017 | Golden Globe Award als Bester Hauptdarsteller – Miniserie oder Fernsehfilm      | The Night Manager                                                     | Gewonnen  |
| 2017 | Empire Hero Award                                                               |                                                                       | Gewonnen  |
| 2016 | Emmy Award als Bester Hauptdarsteller in einer Miniserie oder einem Fernsehfilm | The Night Manager                                                     | Nominiert |
| 2016 | TV Choice Award for Best Actor                                                  | The Night Manager                                                     | Gewonnen  |
| 2015 | British Independent Film Award for Best Actor                                   | High-Rise                                                             | Nominiert |
| 2014 | Evening Standard Theatre Award for Best Actor                                   | Coriolanus                                                            | Gewonnen  |
| 2014 | Saturn Award for Best Supporting Actor                                          | Thor: The Dark Kingdom                                                | Nominiert |
| 2014 | Laurence Olivier Award for Best Actor                                           | Coriolanus                                                            | Nominiert |
| 2013 | MTV Movie Awards for Best Fight                                                 | Marvel’s The Avengers                                                 | Gewonnen  |
| 2013 | MTV Movie Awards for Best Villain                                               | Marvel’s The Avengers                                                 | Gewonnen  |
| 2012 | Total Film Hotlist Award for Hottest Actor                                      | The Avengers, The Deep Blue Sea, Midnight in Paris                    | Gewonnen  |
| 2012 | Glamour Award for Man of the Year                                               |                                                                       | Gewonnen  |
| 2012 | Teen Choice Awards Choice Movie Villain                                         | Marvel’s The Avengers                                                 | Nominiert |
| 2012 | Saturn Award for Best Supporting Actor                                          | Thor                                                                  | Nominiert |
| 2012 | Jameson Empire Award for Best Male Newcomer                                     | Thor                                                                  | Gewonnen  |
| 2012 | London Evening Standard British Film Award for Best Actor                       | Archipelago                                                           | Nominiert |
| 2012 | BAFTA Orange Wednesdays Rising Star Award                                       | Thor                                                                  | Nominiert |
| 2012 | Richard Attenborough UK Regional Film Critics’ Awards, Rising Star Award        | Gefährten, Thor, The Deep Blue Sea, Midnight in Paris und Archipelago | Gewonnen  |
| 2012 | Phoenix Film Critics Society Award for Best Ensemble Acting                     | (mit dem Cast)                                                        | Nominiert |
| 2011 | SAG Award for Best Ensemble Acting                                              | Midnight in Paris (mit dem Cast)                                      | Nominiert |
| 2011 | My Cinema Award for Best Supporting Actor in a Drama, Action or Horror          | Thor                                                                  | Nominiert |
| 2010 | Crime Thriller Award for Best Supporting Actor                                  | Kommissar Wallander                                                   | Nominiert |
| 2009 | Theatregoers’ Choice Award for Best Supporting Actor in a Play                  | Othello und Ivanov                                                    | Gewonnen  |
| 2008 | Laurence Olivier Award for Best Newcomer in a Play                              | Cymbeline                                                             | Gewonnen  |
| 2007 | Ian Charleson Award Third Prize                                                 | Othello                                                               | Gewonnen  |

Tony Awards 2020
- Nominierung als Bester Hauptdarsteller (Betrayal)[24]